# 幸村誠
幸村誠（日语：／ Yukimura Makoto，1976年5月8日—），日本漫畫家。男性。出身於神奈川縣橫濱市。多摩美術大學美術學院中退。B型血。已婚，三個孩子的父親。
1999年，他以在《Morning》（講談社）發表的《惑星奇航》出道。他曾在《月刊Afternoon》（講談社）上連載《海盜戰記》。他是宇宙作家俱樂部的成員。

## 來歷
幸村誠大學退學之後，擔任守村大的助手，並於1999年在《Morning》雜誌上以科幻漫畫《惑星奇航》出道，講述的是太空垃圾清道夫的故事。《惑星奇航》在該雜誌上不定期連載，並於2002年獲得星雲獎漫畫部門。該作品也於2003年在NHK BS2上被改編成動畫，並於2005年獲得星雲獎媒體部門（全26話）。
他在2004年4月13日的《Evening》雜誌上，發表了短篇《因為再見近了》，講述了新選組成員沖田總司的晚年生活。
2005年4月起，他開始連載以北歐維京人的歷史漫畫《海盜戰記》。 該作品最初在《週刊少年Magazine》每週連載，但由於幸村文筆遲緩，經常休載，該系列於10月連載中止。同年12月，作品轉載至《月刊Afternoon》並恢復連載。
2009年，他以《海盜戰記》獲得文化廳主辦的第13屆日本新媒體動漫藝術節漫畫部門大獎。
2012年，他獲得第35屆講談社漫畫獎一般部門（得獎作品見上文）。
2013年，作為《惑星奇航》的原作者，他在日本宇宙論壇主辦的「第2屆 人類永續空間開發利用國際研討會」上發表了特別演講。

### 人物
他使用施德樓製造的三角尺。
他也是《農大菌物語》作者石川雅之的朋友，並於2007年在京都精華大學發表過演講。

## 作品列表

### 漫畫
- 《惑星奇航》[9]—《Morning》（1999年—2004年，全4冊）
- 「宇宙葬」—《Quick Japan（日语：Quick Japan）》Vol.41（2002年2月）第4—5、78—80頁（前兩頁全彩色） ISBN 978-4-87-233652-8
  - 後收錄於《惑星奇航 宮方指南書 前往2075年的宇宙挑戰》（ISBN 978-4-06-334845-3）。
- 「因為再見近了」—《Evening》（2004年8號）
  - 後收錄於《海盜戰記》第23冊（ISBN 978-4-06-517507-1）。
- 《海盜戰記》—《週刊少年Magazine》（2005年4月—10月）→《月刊Afternoon》（2005年12月—2025年9月號[10]，已出版28冊）
- 「山豬的牙齒 ～來自伊索童話～」—《We are 宇宙兄弟》Vol.02（2011年3月）第17—20頁（全彩色） ISBN 978-4-06-389539-1[11]

### 插圖
- 《SF Magazine（日语：S-Fマガジン）》2002年2月號封面插圖（創刊第550號紀念特大號）
- 小川一水（日语：小川一水）《第六大陸（日语：第六大陸）》封面插圖（早川文庫SF（日语：ハヤカワ文庫），全2冊，2003年）

### 其它
- 2004年12月講談社Morning KC Peace（ISBN 4-06-364615-7）收錄了《惑星奇航》PHASE 2「地球外少女」以及等，以及與田中一成一起出現在附錄DVD的音頻評論中。
- 2011年為安彥良和的《珍藏版 機動戰士鋼彈 THE ORIGIN》第8卷（VIII 奧德薩篇）頁尾做出貢獻[12]。
- 於《鋼彈ACE》2012年1月號繪製了4篇鋼彈4格漫畫[13]。

## 專訪、對話文章

### 雜誌
- 《Quick Japan（日语：Quick Japan）》Vol.41（2002年2月）特集第4—5、54—80頁（訪談部分在第56—59頁） ISBN 978-4-87-233652-8
- 《Comic Kers（日语：コミッカーズ）》2003年冬季號

### 網路
- 漫畫家接力訪問紀錄 2002年9月號／幸村誠老師：日本漫畫學院Web（Internet Archive）[注 1]
- 漫畫的力量『幸村誠老師』 其1（2008年1月7日）｜漫畫☆天國（Internet Archive）[注 2]
- 漫畫的力量『幸村誠老師』 其2（2008年1月14日）｜漫畫☆天國（Internet Archive）
- 漫畫的力量『幸村誠老師』 其3（2008年1月21日）｜漫畫☆天國（Internet Archive）
- （2013年12月10日）[注 3]
- （2014年4月28日） [注 4]
- （2022年12月14日）[注 5]
- （2022年12月21日）[注 5]

## 北歐報紙採訪
2006年11月下旬，挪威報紙《晚郵報》的記者比約肯和瑞典漫畫協會主席斯特倫堡在聽說《海盜戰記》連載後，來到幸村的工作場所採訪他。兩人都是真正的維京人後裔，他們用工作場所的維京斧和盾牌作為參考，與幸村進行了劍術格鬥。訪談內容刊登在2007年2月的《月刊Afternoon》上，斯特倫堡的部落格也發表了這篇文章。

## 腳註

## 外部連結
- PLANETES Web - 《惑星奇航》公式官網 - （页面存档备份，存于） （日語）
- 幸村誠的X（前Twitter） （日語）
- 幸村誠. . 史苑 (立教大學). 2018年, 第78卷 (2號): 第43—62頁. ISSN 0386-9318. doi:10.14992/00016465. （日語）